# MUSIC AMP
『MUSIC AMP』（ミュージック・アンプ）は、2010年4月1日からCROSS FMで放送されている音楽番組である。
栗田善太郎がナビゲートするロック専門番組。ベイサイドプレイス博多スタジオからの生放送。

## 放送時間
いずれも日本標準時。
- 木曜 20:00 - 22:00 （2010年4月1日 - 2011年3月31日）
- 土曜 18:00 - 22:00 （2011年4月2日 - 2012年3月31日）
- 土曜 19:00 - 23:00 （2012年4月7日- 2014年3月29日）
- 土曜 21:00 - 23:00 （2014年4月5日-2017年9月30日）
- 土曜 20:00 - 22:00 （2017年10月7日-2024年3月30日）
- 土曜19:00-21:00（2024年4月6日）

## コーナー[いつ?]
ROCK THE BOAT
国内の音楽ニュースを紹介。18:10ごろから放送。
NEW DISC CUTS
栗田善太郎イチオシの新譜を紹介するコーナー。18:20ごろから放送。
ROCK THE BOAT
海外の音楽ニュースを紹介。19:10ごろから放送。
ROOTSTOCK
特集コーナー。毎週一組の歌手をピックアップ。19:20ごろから放送。
BAY THE MOON
ゲストコーナー。20:00ごろから放送。
MONTHLY RECOMMEND
特集コーナー。毎月一組の邦楽歌手をピックアップ。20:30ごろから放送。
COUNT DOWN ROCKS
番組オリジナルチャートを紹介。21:00ごろから放送。
LIVE INFO
最新のライブ情報を紹介。21:30ごろから放送。
MUSIC AMP MIX
音楽をノンストップでオンエアー。各時間の後半に放送。